# نظرية التكوينات الصماء والمجوفة

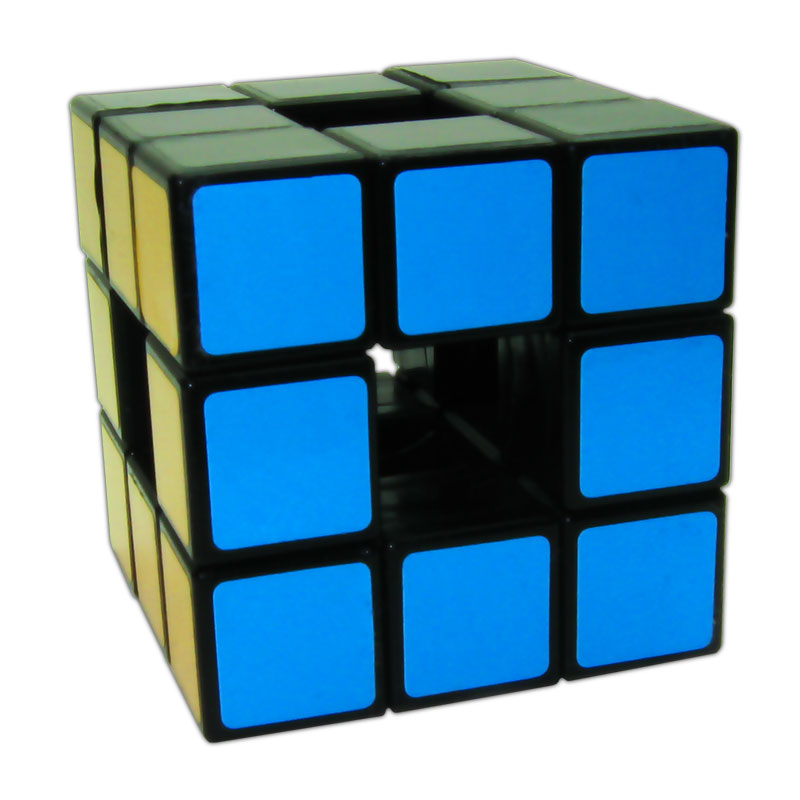
مكعب مُجوّف (Void).

نظرية التكوينات الصماء والمجوفة (بالإنجليزية: Solid-Void theory) هي نظرية ثلاثية الأبعاد لنظرية الشكل-الأرضية (Figure-Ground theory) يُفهم منها أن الفضاءات الحجمية المتكونة أو المتكتلة من تموضع الأشكال المصمتة هي بأهمية أو أكثر أهيمة من هذه الأشكال نفسها. ويُعتبر الفضاء ثلاثي الأبعاد فضاء موجبا إذا كان له شكل محدد ويعطي احساسا بالحدود أو يكون عتبة للانتقال من الخارج إلى الداخل. يمكن إبراز الفضاء الموجب بطرق لا تُحصى من نقاط، خطوط، سطوح مستوية، كتل مسطحة ذات أحجام معينة، أشجار، حواف المبنى، أعمدة، جدران، انحدار في الأرض، وعناصر أخرى لا تُعد.